# Campeonato Europeo de Bádminton de 1970
El II Campeonato Europeo de Bádminton se celebró en Port Talbot (Reino Unido) del 17 al 19 de abril de 1970 bajo la organización de la Unión Europea de Bádminton (EBU) y la Organización Galesa de Bádminton.

## Medallistas
| Evento               | Oro                                       | Plata                                  | Bronce                                                                          |
| -------------------- | ----------------------------------------- | -------------------------------------- | ------------------------------------------------------------------------------- |
| Individual masculino | Sture Johnsson · Suecia                   | Elo Hansen Dinamarca                   | Paul Whetnall Inglaterra Wolfgang Bochow RFA                                    |
| Dobles masculino     | Elo Hansen Per Walsøe Dinamarca           | Erland Kops Henning Borch Dinamarca    | Siegfried Betz Roland Maywald RFA David Eddy Roger Powell Inglaterra            |
| Individual femenino  | Eva Twedberg · Suecia                     | Imre Nielsen Dinamarca                 | Lisbeth van Barnekow Dinamarca Margaret Boxall Inglaterra                       |
| Dobles femenino      | Margaret Boxall Susan Whetnall Inglaterra | Irmgard Latz Marieluise Wackerow RFA   | Karin Jørgensen Anne Berglund Dinamarca Gillian Perrin Margaret Beck Inglaterra |
| Dobles mixto         | David Eddy Susan Whetnall Inglaterra      | Derek Talbot Gillian Perrin Inglaterra | Per Walsøe Anne Berglund Dinamarca Wolfgang Bochow Irmgard Latz RFA             |

## Medallero
| Núm. | País       | Oro | Plata | Bronce | Total |
| ---- | ---------- | --- | ----- | ------ | ----- |
| 1    | Inglaterra | 2   | 1     | 4      | 7     |
| 2    | Suecia     | 2   | 0     | 0      | 2     |
| 3    | Dinamarca  | 1   | 3     | 3      | 7     |
| 4    | RFA        | 0   | 1     | 3      | 4     |
|      | TOTAL      | 5   | 5     | 10     | 20    |